# Provincia de Hela
Hela es una de las veintidós provincias de Papúa Nueva Guinea.

## Población y geografía
La provincia abarca una extensión territorial de 10.500 kilómetros cuadrados. Su población, según cifras del año 2010, asciende a 352.698 habitantes. La densidad poblacional es de treinta y cuatro habitantes por kilómetro cuadrado. Su capital es la ciudad de Tari.

## Historia
La provincia de Hela se convirtió en una nueva provincia del país el 17 de mayo de 2012, separándose de la provincia de Tierras Altas del Sur.